# بخش‌های دپارتمان دوردونی
بخش‌های دپارتمان دوردونی (انگلیسی: Arrondissements of the Dordogne department) شامل ۴ بخش به شرح زیر است:
1. بخش برگرا با ۱۳۳ کمون (فرانسه) و جمعیت ۱۱۲ هزار نفر در سال ۲۰۱۳ می‌باشد.
2. بخش نونترون با ۱۰۰ کمون (فرانسه) و جمعیت ۴۰ هزار نفر در سال ۲۰۱۳ می‌باشد.
3. بخش پریگو با ۱۴۶ کمون (فرانسه) و جمعیت ۱۸۹ هزار نفر در سال ۲۰۱۳ می‌باشد.
4. بخش سرل-ل-کند با ۱۴۱ کمون (فرانسه) و جمعیت ۷۴ هزار نفر در سال ۲۰۱۳ می‌باشد.